# Ploeren
Ploeren (en bretó Ploveren) és un municipi francès, situat a la regió de Bretanya, al departament d'Ar Mor-Bihan. L'any 2006 tenia 6.004 habitants. Engloba les fraccions de Kéranguen, Le Bondon, Le Vincin i Culéac. Limita al nord-oest amb Mériadec, a l'oest amb Plougoumelen, a l'est amb Gwened, al sud-oest amb Baden, al sud amb Arradon, al nord amb Plescop i al sud-est amb el Golf de Morbihan. El consell municipal ha aprovat la carta Ya d'ar brezhoneg.

## Demografia
| 1962                                       | 1968 | 1975 | 1982 | 1990 | 1999 | 2005 | 2006 |
| ------------------------------------------ | ---- | ---- | ---- | ---- | ---- | ---- | ---- |
| 910                                        | 1031 | 1584 | 2114 | 2709 | 3974 | 5929 | 6004 |
| Des de 1962: població sense dobles comptes |      |      |      |      |      |      |      |

## Administració
| Període   | Identitat      | Partit |
| --------- | -------------- | ------ |
| 1947-1969 | Jules Gillet   |        |
| 1969-1971 | Joseph Cloerec |        |
| 1971-1983 | P. Le Douarin  |        |
| 1983-1995 | Rémy Tual      |        |
| 1995-2001 | Joseph Allano  |        |
| 2001-     | Corentin Hily  |        |

## Personatges il·lustres
- Mathieu Berson: jugador de futbol del Toulouse Football Club des de 2008
- Gildas Jaffrennou: 1909-2000 Luthier i harpista bretó

## Galeria d'imatges

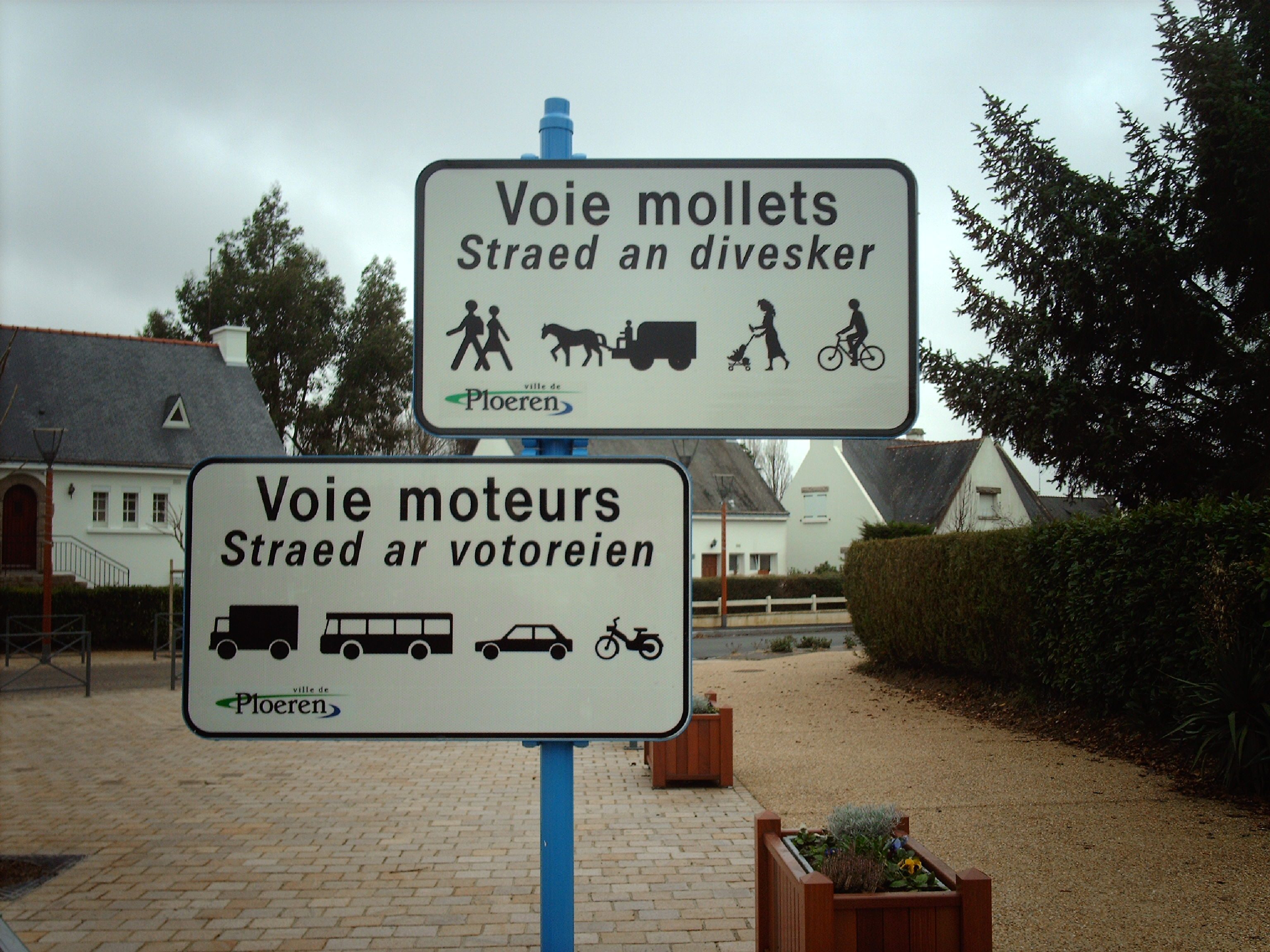
Senyalització bilingüe
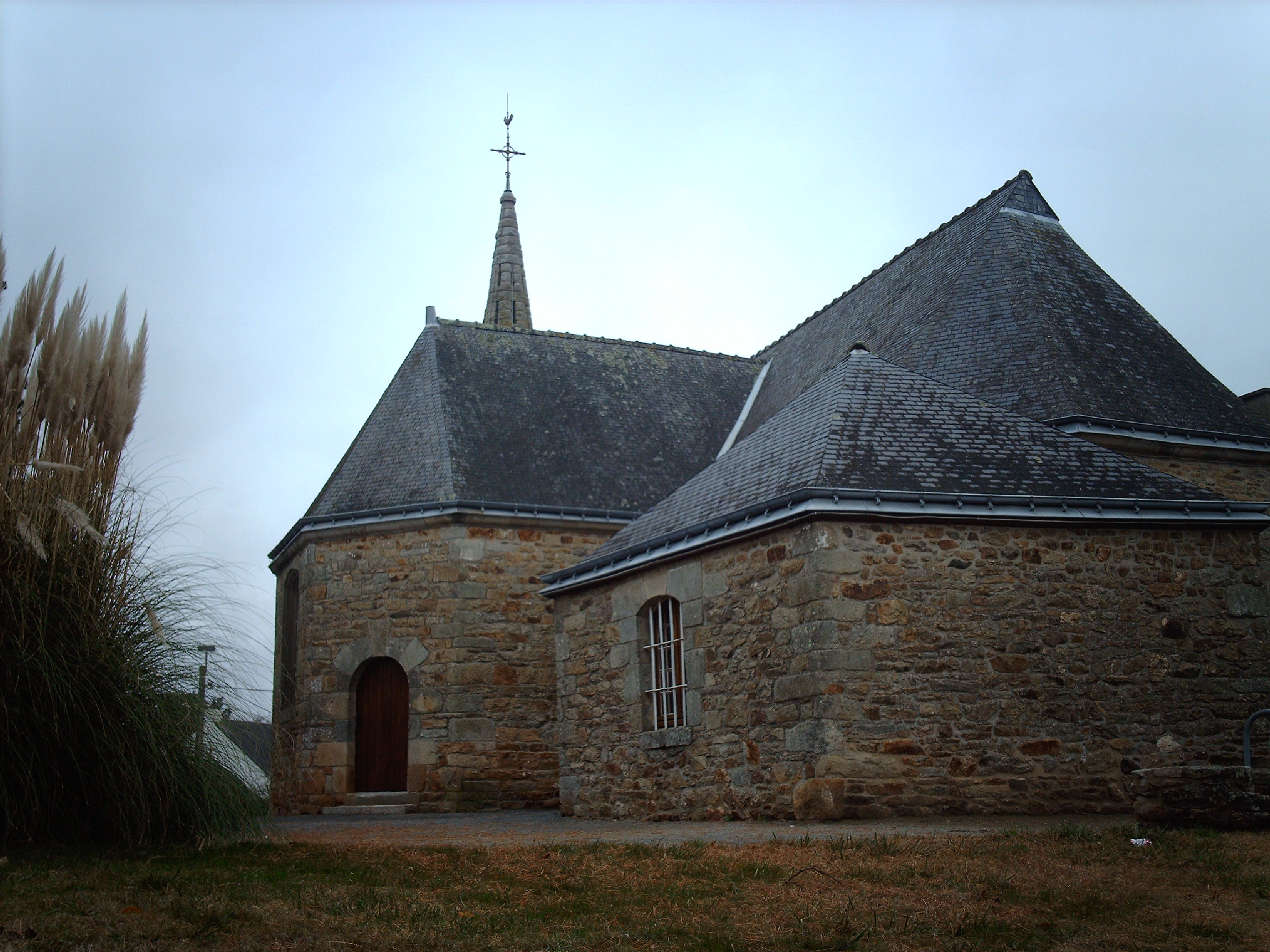
Església de Saint Martin
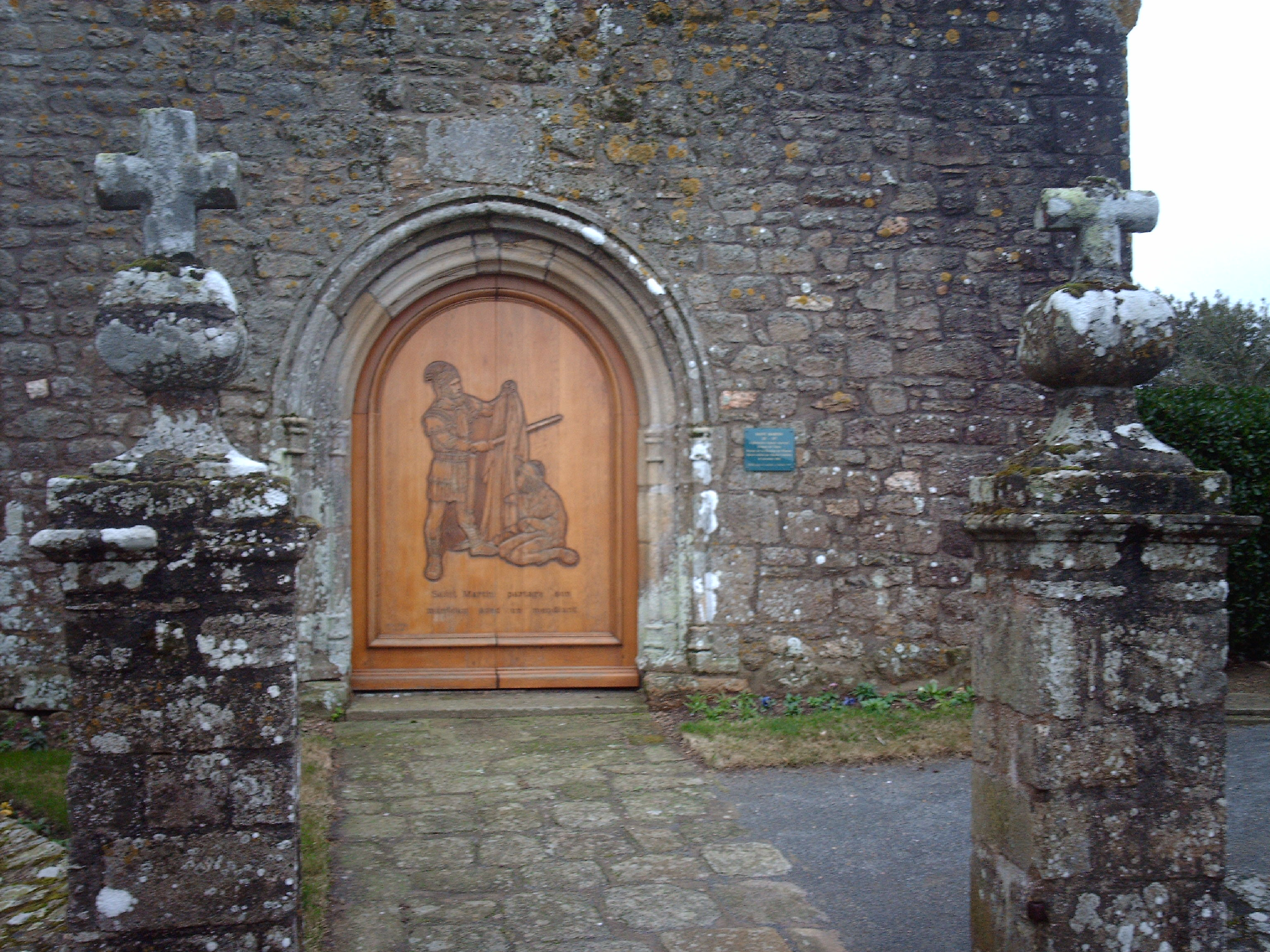
Porta de l'església